# 후쿠시마 TV

후쿠시마 TV의 로고

후쿠시마 TV는 1963년 4월 1일 후쿠시마현의 첫 번째 민영방송국으로 개국했으며 약칭은 FTV, 콜사인은 JOPX-DTV이다.

## 연혁

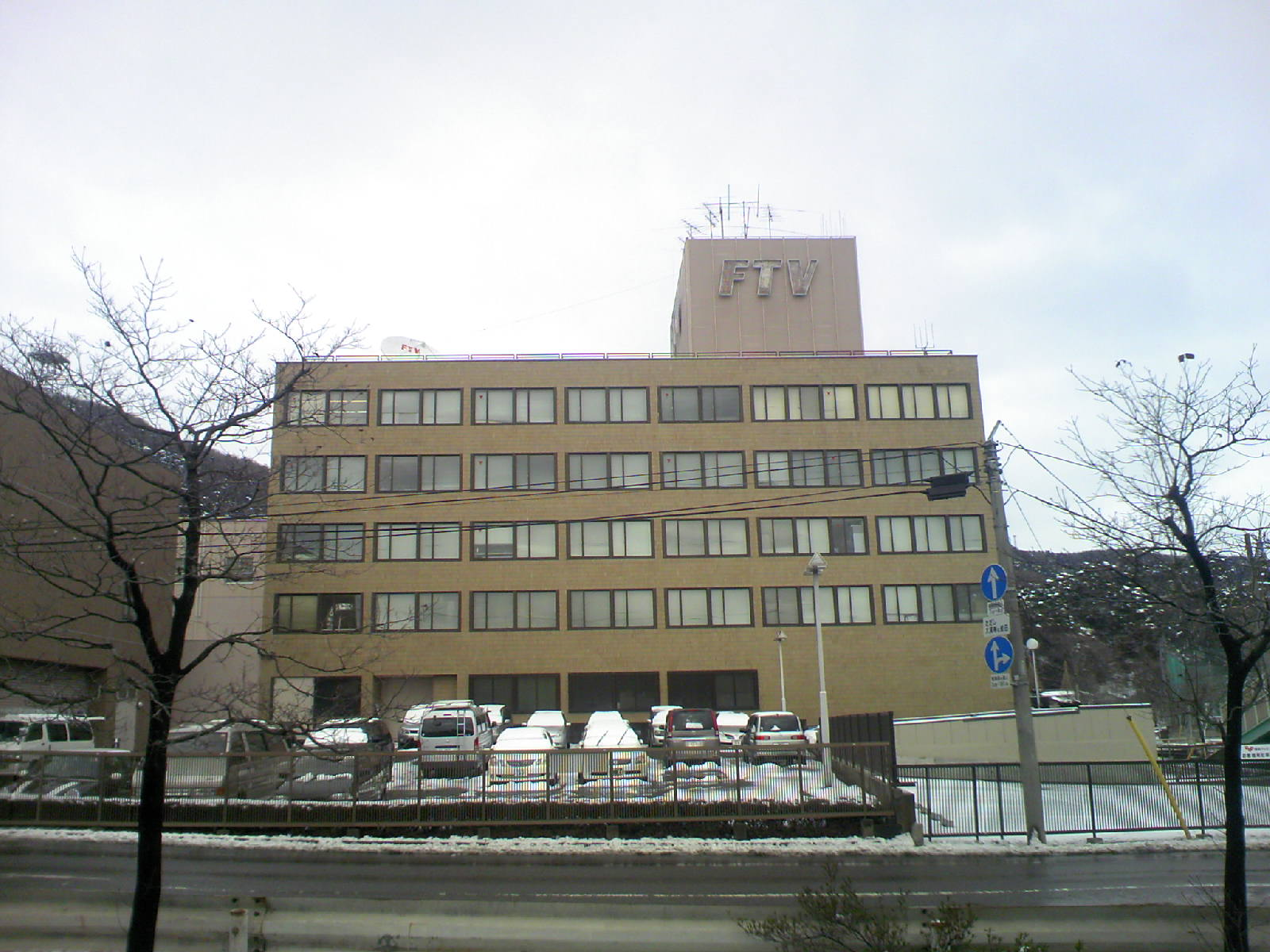
후쿠시마 TV

- 1962년 6월 1일 텔레비전 면허 할당에 응모자가 다수 나왔기 때문에 현과 현의회가 조정에 들어가 현이 후쿠시마TV 주식회사를 설립한다.
  - 1960년 「주식회사 후쿠시마TV」란 이름의 회사가 설립되어 예비 면허를 취득했지만 1961년 3월 1일 면허가 실효가 되어, 개국하지 못했다.
- 1963년 4월 1일 후쿠시마현 첫 번째 텔레비전 방송국으로서 개국.당시는 오픈 네트워크 방송국이었다.
- 1966년 4월 1일 NNN에 가맹.
- 1968년 10월 1일 컬러 텔레비전방송 개시.이에 따라 일본 각 지역에서 처음으로 개국한 민영 텔레비전 방송국의 컬러화가 완된한다.
- 1970년 4월 1일 후쿠시마 중앙 TV(FCT) 개국에 따라 NET-TV 프로그램 방송을 중지한다.동시에 후지 TV 프로그램도 중지하면서 니혼TV 계열과 도쿄방송계열 크로스 네트워크 방송국이 된다.
- 1971년 10월 1일 네트워크 교체에 따라 후지 TV계열과 TBS계열 크로스넷 방송국이 되었으며 그와 동시에 FNS에 가맹해 다시 후지 텔레비전의 프로그램이 방송되기 시작하였다.또한 뉴스 네트워크 NNN을 탈퇴하면서, JNN에 정식 가맹했으며 이 당시는 TBS계열 프로그램 방송이 많았다고 한다.
- 1981년 10월 1일 후쿠시마 방송(KFB) 개국에 따라 그 전까지 방송하고 있던 TV 아사히 프로그램이 후쿠시마 방송으로 이행.
  - 같은 날, 현내 민영방송국이 동시에 음성다중방송 개시.
- 1983년 3월 31일 JNN 탈퇴.
- 1983년 4월 1일 뉴스 네트워크를 현재의 FNN으로 변경하면서 뉴스 이외의 프로그램은 같은 해 9월 30일까지 시청자 보호의 입장에서 크로스넷형태로 방송.
- 2002년 마스코트 후쿠탄(ふくたん)을 새로 선보였다.
- 2005년 6월 10일 지상파 디지털 방송 예비 면허를 현내의 텔레비전국이 모두 취득.
- 2006년 6월 1일 지상파 디지털 텔레비전 방송 개시.
- 2012년 3월 31일 지상파 이날로그 텔레비전 방송 종료.
- 2019년 4월 1일 새로 건설된 사옥에서 방송 개시. 이와 더불어 방송국 애칭을 후쿠테레(福テレ)로 정한다.

### 방송국 개국까지의 경위
후쿠시마현에서는 라디오 후쿠시마(rfc)가 1957년 텔레비전 예비 면허를 취득하지만 1958년 예비면허를 실효해 버렸다.이에 대해서는 여러가자 문제가 타협이 되지 않았기 때문이라는 설이 있다.
다음에 이름만 같고 설립주체는 다른 회사인 (주)후쿠시마TV 가 1960년 예비 면허를 취득했지만, 역시 개국하지 못하고 실효했다.
이러한 사태의 배경에는 현지에 있는 2개의 지방신문사의 대립관계와 그 배후에 있는 중앙신문사의 대립, 그리고 후쿠시마와 고리야마라는 공식의 지역간 대립이 한 몫을 하고 있었다.결국 이 분쟁에 종지부를 찍은 것이 후쿠시마 현으로 후쿠시마현이 조정에 들어가 설립한 방송국이 바로 후쿠시마TV이다.

## 네트워크 변천사
- 1963년 4월 1일 오픈 네트워크 방송국으로서 개국했다.그 때문에 뉴스 프로그램도니혼TV·도쿄방송·후지 TV·NET-TV(현재의 TV 아사히)의 프로그램 중 보내고 싶은 프로그램을 골라 방송할 수 있었다.
- 1966년 4월 1일 이 날 발족한 뉴스 네트워크 NNN에 가맹했지만 뉴스를 제외한 프로그램은 프리 네트워크 체제를 유지한다.
- 1967년 6월 민간방송 교육협회가맹.
- 1970년 4월 1일 후쿠시마 중앙 TV 개국에 따라 후지 TV와의 네트워크 관계를 일단 중단하고 민간방송 교육협회 제작분과 일부 프로그램을 제외한 NET TV 프로그램을 중단하면서 니혼TV·도쿄방송 네트워크국이 된다.이때 뉴스 네트워크는 NNN이지만 JNN의 일부 프로그램 연결을 계속했다..
- 1971년 10월 1일 후쿠시마 중앙 TV와의 네트워크 체인지에 의해 NNN을 탈퇴하고 FNS에 가맹한 뒤 JNN에 가맹.뉴스 프로그램을 JNN으로 통일했지만 변칙 크로스네트워크이기 때문에 밤 뉴스 네트워크 연결은 하지 않았다.
- 1975년 3월 31일 마이니치 방송과 아사히 방송의 네트워크 변경에 의해 준키국이 간사이 TV 방송·아사히 방송에서 간사이 TV 방송·마이니치 방송으로 변경된다(1983년9월 30일까지 계속 된다).다만 TV 아사히로 이행한 아사히 방송 제작 프로그램은 녹화방송으로 계속되었다.
- 1981년 10월 1일 후쿠시마 방송개국에 따라 녹화방송으로 방송하던 TV 아사히·아사히 방송 제작 프로그램이 중단된다.
- 1983년 4월 1일 뉴스 네트워크를 JNN에서 FNN으로 변경하고 후지 텔레비전 완전계열국으로 이행할 준비를 한다.
- 1983년 10월 1일 프로그램 판매 네트워크 연결을 종료하면서 완전한 FNN·FNS계열 방송국이 된다.
- 1984년 1월 5일 후지 텔레비전 네트워크 방송국이 된 후에도 이행시키지 않았던 요리 프로그램 QP 3분쿠킹이 TV-U 후쿠시마로 이행했다.

## 보충서술
- 민영방송국임에도 불구하고 후쿠시마현이 주식의 반을 차지하고 있다.
- 광역권의 핵심 도부현을 제외한 부현이나 UHF 방송국밖에 없는 사가현을 제외하면 현내 첫 번째 민영 텔레비전 방송국중에서 가장 늦게 개국했다.
- 약칭인 「FTV」는 일찍이 현재 FNN·FNS 중심국인 후지 텔레비전에서 몇 년 동안 사용한 적이 있는 약칭이었다. 이에 대한 증거는 아사히 방송사사 「ABC10년」, 마이니치방송사사 「마이니치방송 50년사」에서 찾아볼 수 있다고 한다.

## 후쿠시마현에 있는 다른 텔레비전·라디오 방송국
- NHK 후쿠시마 방송국
- 후쿠시마 중앙 TV(FCT)(니혼 TV 계열)
- 후쿠시마 방송(KFB)(TV 아사히 계열)
- TV-U 후쿠시마(TUF)(도쿄 방송 계열)
- 라디오 후쿠시마(RFC)(JRN·NRN 계열)
- FM후쿠시마(JFN 계열)